# Lamito

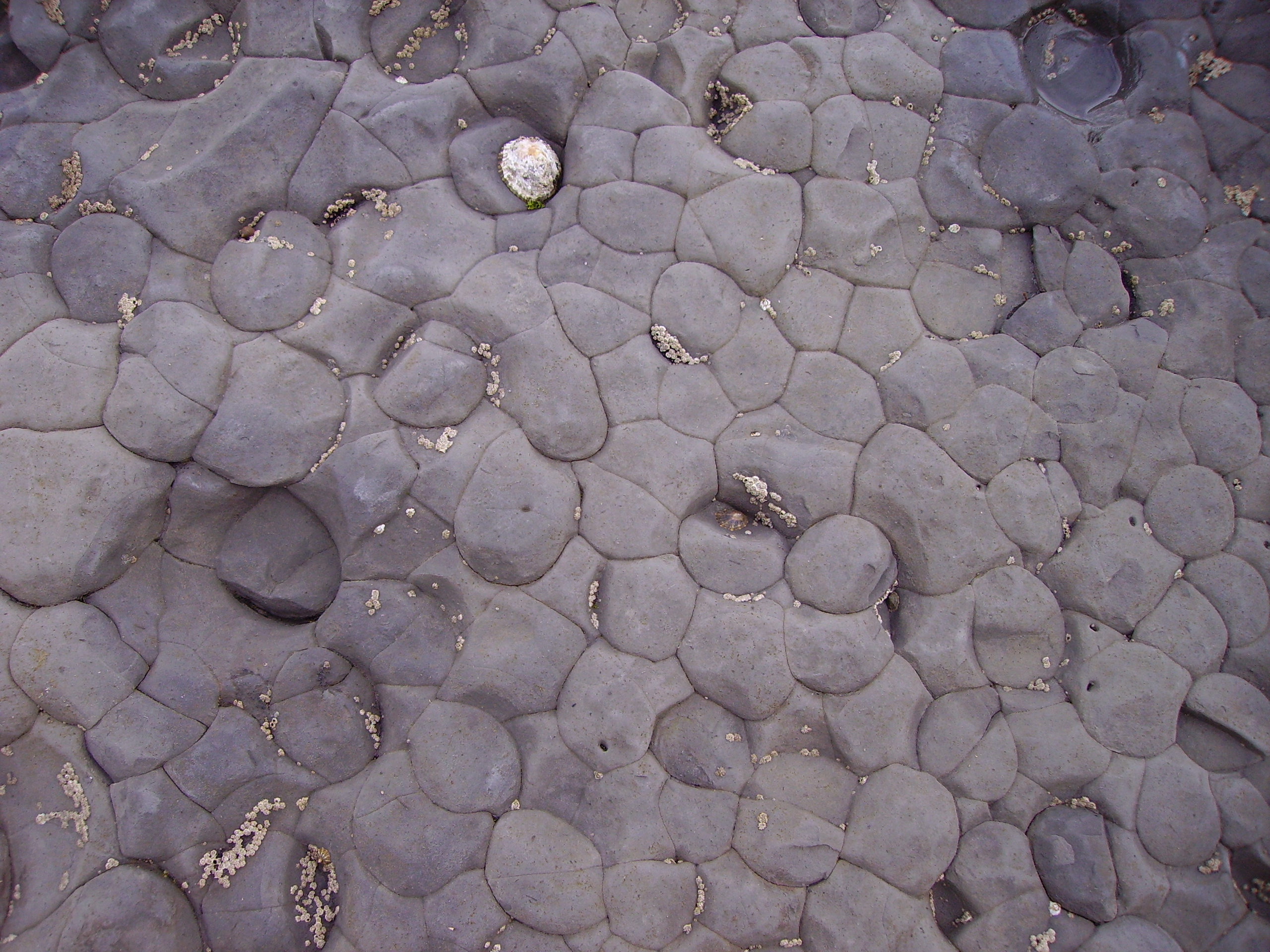
Lamito

Lamito é uma rocha sedimentar formada pela litificação de silte e argila em proporções variáveis. Ao contrário do folhelho, o lamito geralmente não possui estratificação.